# Ginnastica ai Giochi della XX Olimpiade
Le competizioni di ginnastica artistica dei Giochi della XX Olimpiade si sono svolte dal 27 agosto al 1º settembre 1972 all'Olympiahalle di Monaco di Baviera.
Come a Città del Messico 1968 si sono svolte le classiche competizioni, 8 maschili e 6 femminili.

## Podi

### Gare maschili
| Evento                           | Oro | Perform. | Argento | Perform. | Bronzo                                                                                              | Perform. |
| Concorso a squadre (dettagli)    | Giappone Sawao Katō Eizō Kenmotsu Shigeru Kasamatsu Akinori Nakayama Mitsuo Tsukahara Teruichi Okamura | 571,25   | Unione Sovietica Nikolaj Andrianov Michail Voronin Viktor Klimenko Edvard Mikayelyan Aleksandr Maleyev Vladimir Shchukin | 564,05   | Germania Est Klaus Köste Matthias Brehme Wolfgang Thüne Wolfgang Klotz Reinhard Rychly Jürgen Paeke | 559,70   |
| Concorso individuale (dettagli)  | Sawao Katō                                                                                             | 114.650  | Eizō Kenmotsu | 114.575  | Akinori Nakayama                                                                                    | 114.325  |
| Corpo libero (dettagli)          | Nikolaj Andrianov                                                                                      | 19,175   | Akinori Nakayama | 19,125   | Shigeru Kasamatsu                                                                                   | 19,025   |
| Volteggio (dettagli)             | Klaus Köste                                                                                            | 18,850   | Viktor Klimenko | 18,825   | Nikolaj Andrianov                                                                                   | 18,800   |
| Cavallo con maniglie (dettagli)  | Viktor Klimenko                                                                                        | 19,125   | Sawao Katō | 19,000   | Eizō Kenmotsu                                                                                       | 18,950   |
| Anelli (dettagli)                | Akinori Nakayama                                                                                       | 19,350   | Michail Voronin | 19,275   | Mitsuo Tsukahara                                                                                    | 19,225   |
| Parallele simmetriche (dettagli) | Sawao Katō                                                                                             | 19,475   | Shigeru Kasamatsu | 19,375   | Eizō Kenmotsu                                                                                       | 19,250   |
| Sbarra (dettagli)                | Mitsuo Tsukahara                                                                                       | 19,725   | Sawao Katō | 19,525   | Shigeru Kasamatsu                                                                                   | 19,450   |

### Gare femminili
| Evento                            | Oro | Perform. | Argento                                                                                                 | Perform. | Bronzo                                                                                        | Perform. |
| Concorso a squadre (dettagli)     | Unione Sovietica Ljudmila Turiščeva Olga Korbut Tamara Lazakovič Ljubov' Burda Elvira Saadi Antonina Košel | 380,50   | Germania Est Karin Janz Erika Zuchold Angelika Hellmann Irene Abel Christine Schmitt Richarda Schmeißer | 376,55   | Ungheria Ilona Békési Mónika Császár Krisztina Medveczky Anikó Kéry Márta Kelemen Zsuzsa Nagy | 368,25   |
| Concorso individuale (dettagli)   | Ljudmila Turiščeva                                                                                         | 77,025   | Karin Janz                                                                                              | 76,875   | Tamara Lazakovič                                                                              | 76,850   |
| Corpo libero (dettagli)           | Olga Korbut                                                                                                | 19,575   | Ljudmila Turiščeva                                                                                      | 19,550   | Tamara Lazakovič                                                                              | 19,450   |
| Volteggio (dettagli)              | Karin Janz                                                                                                 | 19,525   | Erika Zuchold                                                                                           | 19,275   | Ljudmila Turiščeva                                                                            | 19,250   |
| Parallele asimmetriche (dettagli) | Karin Janz                                                                                                 | 19,675   | Olga Korbut                                                                                             | 19,450   | Erika Zuchold                                                                                 | 19,450   |
| Trave (dettagli)                  | Olga Korbut                                                                                                | 19,400   | Tamara Lazakovič                                                                                        | 19,375   | Karin Janz                                                                                    | 18,975   |

## Medagliere
| Posizione | Paese            |    |    |    | Totale |
| --------- | ---------------- | -- | -- | -- | ------ |
| 1         | Unione Sovietica | 6  | 6  | 4  | 16     |
| 2         | Giappone         | 5  | 5  | 6  | 16     |
| 3         | Germania Est     | 3  | 4  | 2  | 9      |
| 4         | Ungheria         | 0  | 0  | 1  | 1      |
| Totale    | Totale           | 14 | 15 | 13 | 42     |